# Bob Bryan
Robert Charles „Bob“ Bryan (* 29. April 1978 in Camarillo, Kalifornien) ist ein ehemaliger US-amerikanischer Tennisspieler.
Zusammen mit seinem Zwillingsbruder Mike bildete er eines der erfolgreichsten Doppel der Tennisgeschichte. Ihre gemeinsame Karriere begann bereits beim College Tennis, das sie während ihrer Zeit auf der Stanford University betrieben. In der über 20 Jahre langen Karriere gewannen sie mit 119 Titeln mehr als jede andere Paarung in der Tennisgeschichte zusammen. Außerdem führten sie mit 439 Wochen die Weltrangliste im Doppel so lange an wie niemand sonst. Zu den Titeln gehörten unter anderem auch 16 Grand-Slam-Turniere sowie 2012 die olympische Goldmedaille.

## Karriere
Zu seinen größten Erfolgen zählen unter anderem 16 Grand-Slam-Titel im Doppelbewerb zusammen mit seinem Bruder Mike sowie sieben Grand-Slam-Titel im Mixed-Bewerb mit verschiedenen Partnerinnen. Seinen ersten Titel bei einem Grand Slam gewann er mit Mike im Jahr 2003 bei den French Open 2003. Die folgenden Titel errangen sie nacheinander bei den US Open 2005, den Australian Open 2006 und in Wimbledon 2006. Damit komplettierten Bob und Mike Bryan bereits mit dem vierten Titelgewinn ihren Karriere-Grand-Slam. Es folgten weitere Titel bei den Australian Open und den US Open sowie zwei weitere in Wimbledon. Ihren Erfolg bei den French Open 2003 konnten sie jedoch erst 2013 wiederholen. Mit ihren Siegen bei den US Open 2012, sowie bei den übrigen drei Grand Slams in der darauffolgenden Saison 2013, komplettierten Bob und Mike Bryan einen unechten Grand Slam. 2003, 2004, 2009 und 2014 gewannen sie zudem die ATP World Tour Finals bzw. den Tennis Masters Cup. Der 16. Grand-Slam-Titel, errungen bei den US Open 2014, war der 100. gemeinsame Titelgewinn der Zwillingsbrüder. Mit 439 Wochen an der Spitze der Doppelweltrangliste (alle gemeinsam mit seinem Bruder Mike) liegt Bob Bryan hinter seinem Bruder (454) auf Rang zwei der Spieler mit den meisten Führungswochen in der Rangliste.
Bob Bryan trat 2004, 2008 und 2012 bei den Olympischen Spielen für die Vereinigten Staaten an. 2004 in Athen war er gemeinsam mit Mike auf Position eins gesetzt und erreichte ohne Satzverlust das Viertelfinale. Dort unterlagen sie gegen die späteren Goldmedaillengewinner Fernando González und Nicolás Massú aus Chile in zwei Sätzen. Bei den Spielen 2008 in Peking gewann er mit Mike nach einem Sieg über die Franzosen Arnaud Clément und Michaël Llodra die Bronzemedaille im Doppel. Im Halbfinale unterlagen die Brüder den späteren Olympiasiegern Roger Federer und Stan Wawrinka aus der Schweiz. Im Jahr 2012 trat Bob Bryan nicht nur im Herrendoppel mit seinem Zwillingsbruder an, sondern diesmal auch im Mixed. Gemeinsam mit Liezel Huber scheiterte er jedoch bereits in der Auftaktrunde an Sabine Lisicki und Christopher Kas. Bob und Mike Bryan konnten hingegen die Doppelkonkurrenz erstmals gewinnen: In zwei Sätzen besiegten sie im Finale Michaël Llodra und Jo-Wilfried Tsonga und gewannen damit die Goldmedaille. Durch den Gewinn der olympischen Goldmedaille komplettierten er und Mike damit auch ihren Karriere-Gold-Slam, der neben der Goldmedaille auch den Gewinn aller vier Grand-Slam-Titel voraussetzt.
Von 2003 bis 2016 spielte Bob Bryan für die Davis-Cup-Mannschaft der Vereinigten Staaten. Er und sein Bruder Mike sind mit 24 gemeinsamen Siegen das erfolgreichste Doppel der US-Amerikaner in der Davis-Cup-Geschichte. Er gehörte zur Mannschaft, die 2007 den Davis Cup gewann.
Mitte November 2019 kündigten die Zwillinge das Ende ihrer Tenniskarriere nach den US Open 2020 an. Am 27. August 2020 gaben sie schließlich direkt vor Turnierbeginn ihren sofortigen Rücktritt bekannt.
Bob Bryan heiratete im Dezember 2010 die Anwältin Michelle Alvarez. Das Paar hat eine Tochter (* 2012) und zwei Söhne (* 2013, * 2015).

## Erfolge
| Legende (Anzahl der Siege)                            |
| Grand Slam (23)                                       |
| Tennis Masters Cup ATP World Tour Finals (4)          |
| ATP Masters Series ATP World Tour Masters 1000 (39)   |
| Olympische Spiele (1)                                 |
| ATP International Series Gold ATP World Tour 500 (14) |
| ATP International Series ATP World Tour 250 (45)      |

| Titel nach Belag |
| Hartplatz (78)   |
| Sand (31)        |
| Rasen (14)       |
| Teppich (3)      |

### Doppel

#### Turniersiege
| Nr.  | Datum             | Turnier                  | Belag         | Partner    | Finalgegner                             | Ergebnis                  |
| ---- | ----------------- | ------------------------ | ------------- | ---------- | --------------------------------------- | ------------------------- |
| 1.   | 19. Februar 2001  | Memphis (1)              | Hartplatz     | Mike Bryan | Alex O’Brien Jonathan Stark             | 6:3, 7:63                 |
| 2.   | 11. Juni 2001     | Queen’s Club (1)         | Rasen         | Mike Bryan | Eric Taino David Wheaton                | 6:3, 3:6, 6:1             |
| 3.   | 9. Juli 2001      | Newport (1)              | Rasen         | Mike Bryan | André Sá Glenn Weiner                   | 6:3, 7:5                  |
| 4.   | 23. Juli 2001     | Los Angeles (1)          | Hartplatz     | Mike Bryan | Jan-Michael Gambill Andy Roddick        | 7:5, 7:66                 |
| 5.   | 25. Februar 2002  | Acapulco (1)             | Sand          | Mike Bryan | Martin Damm David Rikl                  | 6:1, 3:6, [10:2]          |
| 6.   | 4. März 2002      | Scottsdale (1)           | Sand          | Mike Bryan | Mark Knowles Daniel Nestor              | 7:5, 7:66                 |
| 7.   | 8. Juli 2002      | Newport (2)              | Rasen         | Mike Bryan | Jürgen Melzer Alexander Popp            | 7:5, 6:3                  |
| 8.   | 29. Juli 2002     | Toronto (1)              | Hartplatz     | Mike Bryan | Mark Knowles Daniel Nestor              | 4:6, 7:61, 6:3            |
| 9.   | 21. Oktober 2002  | Basel (1)                | Teppich (i)   | Mike Bryan | Mark Knowles Daniel Nestor              | 7:61, 7:5                 |
| 10.  | 21. April 2003    | Barcelona (1)            | Sand          | Mike Bryan | Chris Haggard Robbie Koenig             | 6:4, 6:3                  |
| 11.  | 26. Mai 2003      | French Open (1)          | Sand          | Mike Bryan | Paul Haarhuis Jewgeni Kafelnikow        | 7:63, 6:3                 |
| 12.  | 21. April 2003    | Nottingham               | Rasen         | Mike Bryan | Joshua Eagle Jared Palmer               | 7:63, 4:6, 7:64           |
| 13.  | 11. August 2003   | Cincinnati (1)           | Hartplatz     | Mike Bryan | Wayne Arthurs Paul Hanley               | 7:65, 6:4                 |
| 14.  | 8. November 2003  | Houston (1)              | Hartplatz     | Mike Bryan | Michaël Llodra Fabrice Santoro          | 6:76, 6:3, 3:6, 7:63, 6:4 |
| 15.  | 5. Januar 2004    | Adelaide                 | Hartplatz     | Mike Bryan | Michaël Llodra Arnaud Clément           | 7:5, 6:3                  |
| 16.  | 16. Februar 2004  | Memphis (2)              | Hartplatz (i) | Mike Bryan | Jeff Coetzee Chris Haggard              | 6:3, 6:4                  |
| 17.  | 1. März 2004      | Acapulco (2)             | Sand          | Mike Bryan | Juan Ignacio Chela Nicolás Massú        | 6:2, 6:3                  |
| 18.  | 7. Juni 2004      | Queen’s Club (2)         | Rasen         | Mike Bryan | Mark Knowles Daniel Nestor              | 6:4, 6:4                  |
| 19.  | 12. Juli 2004     | Los Angeles (2)          | Hartplatz     | Mike Bryan | Wayne Arthurs Paul Hanley               | 6:3, 7:66                 |
| 20.  | 25. Oktober 2004  | Basel (2)                | Teppich (i)   | Mike Bryan | Lucas Arnold Ker Mariano Hood           | 7:69, 6:2                 |
| 21.  | 8. November 2004  | Houston (2)              | Hartplatz     | Mike Bryan | Wayne Black Kevin Ullyett               | 4:6, 7:5, 6:4, 6:2        |
| 22.  | 21. Februar 2005  | Scottsdale (2)           | Hartplatz     | Mike Bryan | Wayne Arthurs Paul Hanley               | 7:5, 6:4                  |
| 23.  | 6. Juni 2005      | Queen’s Club (3)         | Rasen         | Mike Bryan | Jonas Björkman Maks Mirny               | 7:69, 7:64                |
| 24.  | 1. August 2005    | Washington (1)           | Hartplatz     | Mike Bryan | Wayne Black Kevin Ullyett               | 6:4, 6:2                  |
| 25.  | 29. August 2005   | US Open (1)              | Hartplatz     | Mike Bryan | Jonas Björkman Maks Mirny               | 6:1, 6:4                  |
| 26.  | 31. Oktober 2005  | Paris (1)                | Teppich (i)   | Mike Bryan | Mark Knowles Daniel Nestor              | 6:4, 6:73, 6:4            |
| 27.  | 16. Januar 2006   | Australian Open (1)      | Hartplatz     | Mike Bryan | Martin Damm Leander Paes                | 4:6, 6:3, 6:4             |
| 28.  | 27. Februar 2006  | Las Vegas (3)            | Hartplatz     | Mike Bryan | Jaroslav Levinský Robert Lindstedt      | 6:3, 6:2                  |
| 29.  | 26. Juni 2006     | Wimbledon (1)            | Rasen         | Mike Bryan | Fabrice Santoro Nenad Zimonjić          | 6:3, 4:6, 6:4, 6:2        |
| 30.  | 24. Juli 2006     | Los Angeles (3)          | Hartplatz     | Mike Bryan | Eric Butorac Jamie Murray               | 6:2, 6:4                  |
| 31.  | 31. Juli 2006     | Washington (2)           | Hartplatz     | Mike Bryan | Paul Hanley Kevin Ullyett               | 6:3, 5:7, [10:3]          |
| 32.  | 7. August 2006    | Toronto (2)              | Hartplatz     | Mike Bryan | Paul Hanley Kevin Ullyett               | 6:3, 7:5                  |
| 33.  | 16. Oktober 2006  | Madrid Masters (1)       | Hartplatz (i) | Mike Bryan | Mark Knowles Daniel Nestor              | 7:5, 6:4                  |
| 34.  | 15. Januar 2007   | Australian Open (2)      | Hartplatz     | Mike Bryan | Jonas Björkman Maks Mirny               | 7:5, 7:5                  |
| 35.  | 26. Februar 2007  | Las Vegas (4)            | Hartplatz     | Mike Bryan | Jonathan Erlich Andy Ram                | 7:66, 6:2                 |
| 36.  | 19. März 2007     | Miami (1)                | Hartplatz     | Mike Bryan | Martin Damm Leander Paes                | 6:77, 6:3, [10:7]         |
| 37.  | 9. April 2007     | Houston (1)              | Sand          | Mike Bryan | Mark Knowles Daniel Nestor              | 7:63, 6:4                 |
| 38.  | 15. April 2007    | Monte Carlo (1)          | Sand          | Mike Bryan | Julien Benneteau Richard Gasquet        | 6:2, 6:1                  |
| 39.  | 15. April 2007    | Hamburg                  | Sand          | Mike Bryan | Paul Hanley Kevin Ullyett               | 6:3, 6:4                  |
| 40.  | 16. Juli 2007     | Los Angeles (4)          | Hartplatz     | Mike Bryan | Scott Lipsky David Martin               | 7:65, 6:2                 |
| 41.  | 29. Juli 2007     | Washington (3)           | Hartplatz     | Mike Bryan | Jonathan Erlich Andy Ram                | 7:65, 3:6, [10:7]         |
| 42.  | 15. Oktober 2007  | Madrid (2)               | Hartplatz (i) | Mike Bryan | Mariusz Fyrstenberg Marcin Matkowski    | 6:3, 7:64                 |
| 43.  | 22. Oktober 2007  | Basel (3)                | Hartplatz (i) | Mike Bryan | James Blake Mark Knowles                | 6:1, 6:1                  |
| 44.  | 28. Oktober 2007  | Paris (2)                | Hartplatz (i) | Mike Bryan | Daniel Nestor Nenad Zimonjić            | 6:3, 7:63                 |
| 45.  | 27. März 2008     | Miami (2)                | Hartplatz     | Mike Bryan | Mahesh Bhupathi Mark Knowles            | 6:2, 6:2                  |
| 46.  | 28. April 2008    | Barcelona (2)            | Sand          | Mike Bryan | Mariusz Fyrstenberg Marcin Matkowski    | 6:3, 6:2                  |
| 47.  | 5. Mai 2008       | Rom Masters (1)          | Sand          | Mike Bryan | Daniel Nestor Nenad Zimonjić            | 3:6, 6:4, [10:8]          |
| 48.  | 28. Juli 2008     | Cincinnati (2)           | Hartplatz     | Mike Bryan | Jonathan Erlich Andy Ram                | 4:6, 7:62, [10:7]         |
| 49.  | 25. August 2008   | US Open (2)              | Hartplatz     | Mike Bryan | Lukáš Dlouhý Leander Paes               | 4:6, 7:62, [10:7]         |
| 50.  | 12. Januar 2009   | Sydney (1)               | Hartplatz     | Mike Bryan | Daniel Nestor Nenad Zimonjić            | 6:1, 7:63                 |
| 51.  | 19. Januar 2009   | Australian Open (3)      | Hartplatz     | Mike Bryan | Mahesh Bhupathi Mark Knowles            | 2:6, 7:5, 6:0             |
| 52.  | 23. Februar 2009  | Delray Beach (1)         | Hartplatz     | Mike Bryan | Marcelo Melo André Sá                   | 6:4, 6:4                  |
| 53.  | 6. April 2009     | Houston (2)              | Sand          | Mike Bryan | Jesse Levine Ryan Sweeting              | 6:1, 6:2                  |
| 54.  | 27. Juli 2009     | Los Angeles (5)          | Hartplatz     | Mike Bryan | Benjamin Becker Frank Moser             | 6:4, 7:62                 |
| 55.  | 5. Oktober 2009   | Peking (1)               | Hartplatz     | Mike Bryan | Mark Knowles Andy Roddick               | 6:4, 6:2                  |
| 56.  | 22. November 2009 | London (3)               | Hartplatz (i) | Mike Bryan | Maks Mirny Andy Ram                     | 7:65, 6:3                 |
| 57.  | 18. Januar 2010   | Australian Open (4)      | Hartplatz     | Mike Bryan | Daniel Nestor Nenad Zimonjić            | 6:3, 6:75, 6:3            |
| 58.  | 22. Februar 2010  | Delray Beach (2)         | Hartplatz     | Mike Bryan | Philipp Marx Igor Zelenay               | 6:3, 7:63                 |
| 59.  | 22. Februar 2010  | Houston (3)              | Sand          | Mike Bryan | Stephen Huss Wesley Moodie              | 6:3, 7:5                  |
| 60.  | 25. April 2010    | Rom (2)                  | Sand          | Mike Bryan | John Isner Sam Querrey                  | 6:2, 6:3                  |
| 61.  | 9. Mai 2010       | Madrid (3)               | Sand          | Mike Bryan | Daniel Nestor Nenad Zimonjić            | 6:3, 6:4                  |
| 62.  | 1. August 2010    | Los Angeles (6)          | Hartplatz     | Mike Bryan | Eric Butorac Jean-Julien Rojer          | 6:76, 6:2, [10:7]         |
| 63.  | 9. August 2010    | Toronto (3)              | Hartplatz     | Mike Bryan | Julien Benneteau Michaël Llodra         | 7:5, 6:3                  |
| 64.  | 15. August 2010   | Cincinnati (3)           | Hartplatz     | Mike Bryan | Mahesh Bhupathi Maks Mirny              | 6:3, 6:4                  |
| 65.  | 30. August 2010   | US Open (3)              | Hartplatz     | Mike Bryan | Rohan Bopanna Aisam-ul-Haq Qureshi      | 7:65, 7:64                |
| 66.  | 4. Oktober 2010   | Peking (2)               | Hartplatz     | Mike Bryan | Mariusz Fyrstenberg Marcin Matkowski    | 6:1, 7:65                 |
| 67.  | 7. November 2010  | Basel (4)                | Hartplatz (i) | Mike Bryan | Daniel Nestor Nenad Zimonjić            | 6:3, 3:6, [10:3]          |
| 68.  | 29. Januar 2011   | Australian Open (5)      | Hartplatz     | Mike Bryan | Mahesh Bhupathi Leander Paes            | 6:3, 6:4                  |
| 69.  | 10. April 2011    | Houston (4)              | Sand          | Mike Bryan | John Isner Sam Querrey                  | 6:74, 6:2, [10:5]         |
| 70.  | 17. April 2011    | Monte Carlo (2)          | Sand          | Mike Bryan | Juan Ignacio Chela Bruno Soares         | 6:3, 6:2                  |
| 71.  | 8. Mai 2011       | Madrid (4)               | Sand          | Mike Bryan | Michaël Llodra Nenad Zimonjić           | 6:3, 6:3                  |
| 72.  | 13. Juni 2011     | Queen’s Club (4)         | Rasen         | Mike Bryan | Mahesh Bhupathi Leander Paes            | 6:72, 7:64, [10:6]        |
| 73.  | 2. Juli 2011      | Wimbledon (2)            | Rasen         | Mike Bryan | Robert Lindstedt Horia Tecău            | 6:3, 6:4, 7:62            |
| 74.  | 30. Oktober 2011  | Wien                     | Hartplatz (i) | Mike Bryan | Maks Mirny Daniel Nestor                | 7:610, 6:3                |
| 75.  | 6. November 2011  | Valencia                 | Hartplatz (i) | Mike Bryan | Eric Butorac Jean-Julien Rojer          | 6:4, 7:69                 |
| 76.  | 15. Januar 2012   | Sydney (2)               | Hartplatz     | Mike Bryan | Matthew Ebden Jarkko Nieminen           | 6:1, 6:4                  |
| 77.  | 22. April 2012    | Monte Carlo (3)          | Sand          | Mike Bryan | Maks Mirny Daniel Nestor                | 6:2, 6:3                  |
| 78.  | 26. Mai 2012      | Nizza                    | Sand          | Mike Bryan | Oliver Marach Filip Polášek             | 7:65, 6:3                 |
| 79.  | 4. August 2012    | Olympische Spiele        | Rasen         | Mike Bryan | Michaël Llodra Jo-Wilfried Tsonga       | 6:4, 7:62                 |
| 80.  | 12. August 2012   | Toronto (4)              | Hartplatz     | Mike Bryan | Marc López Marcel Granollers            | 6:1, 4:6, [12:10]         |
| 81.  | 8. September 2012 | US Open (4)              | Hartplatz     | Mike Bryan | Leander Paes Radek Štěpánek             | 6:3, 6:4                  |
| 82.  | 7. Oktober 2012   | Peking (3)               | Hartplatz     | Mike Bryan | Carlos Berlocq Denis Istomin            | 6:3, 6:2                  |
| 83.  | 12. Januar 2013   | Sydney (3)               | Hartplatz     | Mike Bryan | Maks Mirny Horia Tecău                  | 6:4, 6:4                  |
| 84.  | 26. Januar 2013   | Australian Open (6)      | Hartplatz     | Mike Bryan | Robin Haase Igor Sijsling               | 6:3, 6:4                  |
| 85.  | 24. Februar 2013  | Memphis (3)              | Hartplatz (i) | Mike Bryan | James Blake Jack Sock                   | 6:1, 6:2                  |
| 86.  | 17. März 2013     | Indian Wells Masters (1) | Hartplatz     | Mike Bryan | Treat Huey Jerzy Janowicz               | 6:3, 3:6, [10:6]          |
| 87.  | 12. Mai 2013      | Madrid (5)               | Sand          | Mike Bryan | Alexander Peya Bruno Soares             | 6:2, 6:3                  |
| 88.  | 19. Mai 2013      | Rom (3)                  | Sand          | Mike Bryan | Mahesh Bhupathi Rohan Bopanna           | 6:2, 6:3                  |
| 89.  | 8. Juni 2013      | French Open (2)          | Sand          | Mike Bryan | Michaël Llodra Nicolas Mahut            | 6:4, 4:6, 7:64            |
| 90.  | 16. Juni 2013     | Queen’s Club (5)         | Rasen         | Mike Bryan | Alexander Peya Bruno Soares             | 4:6, 7:5, [10:3]          |
| 91.  | 6. Juli 2013      | Wimbledon (3)            | Rasen         | Mike Bryan | Ivan Dodig Marcelo Melo                 | 3:6, 6:3, 6:4, 6:4        |
| 92.  | 18. August 2013   | Cincinnati (4)           | Hartplatz     | Mike Bryan | Marcel Granollers Marc López            | 6:4, 4:6, [10:4]          |
| 93.  | 3. November 2013  | Paris (3)                | Hartplatz (i) | Mike Bryan | Alexander Peya Bruno Soares             | 6:3, 6:3                  |
| 94.  | 23. Februar 2014  | Delray Beach (3)         | Hartplatz     | Mike Bryan | František Čermák Michail Jelgin         | 6:2, 6:3                  |
| 95.  | 16. März 2014     | Indian Wells (2)         | Hartplatz     | Mike Bryan | Alexander Peya Bruno Soares             | 6:4, 6:3                  |
| 96.  | 29. März 2014     | Miami (3)                | Hartplatz     | Mike Bryan | Juan Sebastián Cabal Robert Farah       | 7:68, 6:4                 |
| 97.  | 12. April 2014    | Houston (5)              | Sand          | Mike Bryan | David Marrero Fernando Verdasco         | 4:6, 6:4, [11:9]          |
| 98.  | 20. April 2014    | Monte Carlo (4)          | Sand          | Mike Bryan | Ivan Dodig Marcelo Melo                 | 6:3, 3:6, [10:8]          |
| 99.  | 17. August 2014   | Cincinnati (5)           | Hartplatz     | Mike Bryan | Vasek Pospisil Jack Sock                | 6:3, 6:2                  |
| 100. | 7. September 2014 | US Open (5)              | Hartplatz     | Mike Bryan | Marcel Granollers Marc López            | 6:3, 6:4                  |
| 101. | 12. Oktober 2014  | Shanghai                 | Hartplatz     | Mike Bryan | Julien Benneteau Édouard Roger-Vasselin | 6:3, 7:63                 |
| 102. | 2. November 2014  | Paris (4)                | Hartplatz (i) | Mike Bryan | Marcin Matkowski Jürgen Melzer          | 7:65, 5:7, [10:6]         |
| 103. | 16. November 2014 | London (4)               | Hartplatz (i) | Mike Bryan | Ivan Dodig Marcelo Melo                 | 6:75, 6:2, [10:7]         |
| 104. | 22. Februar 2015  | Delray Beach (4)         | Hartplatz     | Mike Bryan | Raven Klaasen Leander Paes              | 6:3, 3:6, [10:6]          |
| 105. | 4. April 2015     | Miami (4)                | Hartplatz     | Mike Bryan | Vasek Pospisil Jack Sock                | 6:3, 1:6, [10:8]          |
| 106. | 19. April 2015    | Monte Carlo (5)          | Sand          | Mike Bryan | Simone Bolelli Fabio Fognini            | 7:63, 6:1                 |
| 107. | 2. August 2015    | Atlanta (1)              | Hartplatz     | Mike Bryan | Colin Fleming Gilles Müller             | 4:6, 7:62, [10:4]         |
| 108. | 9. August 2015    | Washington (4)           | Hartplatz     | Mike Bryan | Ivan Dodig Marcelo Melo                 | 6:4, 6:2                  |
| 109. | 16. August 2015   | Montreal (5)             | Hartplatz     | Mike Bryan | Daniel Nestor Édouard Roger-Vasselin    | 7:65, 3:6, [10:6]         |
| 110. | 9. April 2016     | Houston (6)              | Sand          | Mike Bryan | Víctor Estrella Santiago González       | 4:6, 6:3, [10:8]          |
| 111. | 24. April 2016    | Barcelona (3)            | Sand          | Mike Bryan | Pablo Cuevas Marcel Granollers          | 7:5, 7:5                  |
| 112. | 15. Mai 2016      | Rom (4)                  | Sand          | Mike Bryan | Vasek Pospisil Jack Sock                | 2:6, 6:3, [10:7]          |
| 113. | 30. Juni 2017     | Eastbourne               | Rasen         | Mike Bryan | Rohan Bopanna André Sá                  | 6:74, 6:4, [10:3]         |
| 114. | 30. Juli 2017     | Atlanta (2)              | Rasen         | Mike Bryan | Wesley Koolhof Artem Sitak              | 6:4, 6:3                  |
| 115. | 31. März 2018     | Miami (5)                | Hartplatz     | Mike Bryan | Karen Chatschanow Andrei Rubljow        | 4:6, 7:65, [10:4]         |
| 116. | 22. April 2018    | Monte Carlo (6)          | Sand          | Mike Bryan | Oliver Marach Mate Pavić                | 7:65, 6:3                 |
| 117. | 24. Februar 2019  | Delray Beach (5)         | Hartplatz     | Mike Bryan | Ken Skupski Neal Skupski                | 7:65, 6:4                 |
| 118. | 30. März 2019     | Miami (6)                | Hartplatz     | Mike Bryan | Wesley Koolhof Stefanos Tsitsipas       | 7:5, 7:68                 |
| 119. | 23. Februar 2020  | Delray Beach (6)         | Hartplatz     | Mike Bryan | Luke Bambridge Ben McLachlan            | 3:6, 7:5, [10:5]          |

#### Finalteilnahmen
| Nr. | Datum             | Turnier             | Belag         | Partner    | Finalgegner                        | Ergebnis                  |
| --- | ----------------- | ------------------- | ------------- | ---------- | ---------------------------------- | ------------------------- |
| 1.  | 25. April 1999    | Orlando (1)         | Sand          | Mike Bryan | Jim Courier Todd Woodbridge        | 6:7, 4:6                  |
| 2.  | 19. August 2001   | Washington (1)      | Hartplatz     | Mike Bryan | Martin Damm David Prinosil         | 6:75, 3:6                 |
| 3.  | 6. Januar 2002    | Adelaide            | Hartplatz     | Mike Bryan | Wayne Black Kevin Ullyett          | 5:7, 2:6                  |
| 4.  | 24. Februar 2002  | Memphis (1)         | Hartplatz (i) | Mike Bryan | Brian MacPhie Nenad Zimonjić       | 3:6, 6:3, [10:2]          |
| 5.  | 18. August 2002   | Washington (2)      | Hartplatz     | Mike Bryan | Wayne Black Kevin Ullyett          | 6:3, 3:6, 5:7             |
| 6.  | 23. Februar 2003  | Memphis (2)         | Hartplatz (i) | Mike Bryan | Mark Knowles Daniel Nestor         | 2:6, 6:73                 |
| 7.  | 16. März 2003     | Indian Wells (1)    | Hartplatz     | Mike Bryan | Wayne Ferreira Jewgeni Kafelnikow  | 6:3, 5:7, 4:6             |
| 8.  | 7. September 2003 | US Open             | Hartplatz     | Mike Bryan | Jonas Björkman Todd Woodbridge     | 7:5, 0:6, 5:7             |
| 9.  | 17. Januar 2004   | Sydney (1)          | Hartplatz     | Mike Bryan | Jonas Björkman Todd Woodbridge     | 6:73, 5:7                 |
| 10. | 1. Februar 2004   | Australian Open (1) | Hartplatz     | Mike Bryan | Michaël Llodra Fabrice Santoro     | 6:74, 3:6                 |
| 11. | 16. Mai 2004      | Hamburg (1)         | Sand          | Mike Bryan | Wayne Black Kevin Ullyett          | 4:6, 2:6                  |
| 12. | 24. Oktober 2004  | Madrid (1)          | Hartplatz (i) | Mike Bryan | Mark Knowles Daniel Nestor         | 3:6, 4:6                  |
| 13. | 30. Januar 2005   | Australian Open (2) | Hartplatz     | Mike Bryan | Wayne Black Kevin Ullyett          | 4:6, 4:6                  |
| 14. | 20. Februar 2005  | Memphis (3)         | Hartplatz (i) | Mike Bryan | Simon Aspelin Todd Perry           | 4:6, 4:6                  |
| 15. | 17. April 2005    | Monte Carlo (1)     | Sand          | Mike Bryan | Leander Paes Nenad Zimonjić        | kampflos                  |
| 16. | 8. Mai 2005       | Rom (1)             | Sand          | Mike Bryan | Michaël Llodra Fabrice Santoro     | 4:6, 2:6                  |
| 17. | 5. Juni 2005      | French Open (1)     | Sand          | Mike Bryan | Jonas Björkman Maks Mirny          | 6:2, 1:6, 4:6             |
| 18. | 3. Juli 2005      | Wimbledon (1)       | Rasen         | Mike Bryan | Stephen Huss Wesley Moodie         | 6:74, 3:6, 7:62, 3:6      |
| 19. | 19. März 2006     | Indian Wells (2)    | Hartplatz     | Mike Bryan | Mark Knowles Daniel Nestor         | 4:6, 4:6                  |
| 20. | 2. April 2006     | Miami               | Hartplatz     | Mike Bryan | Jonas Björkman Maks Mirny          | 4:6, 4:6                  |
| 21. | 11. Juni 2006     | French Open (2)     | Sand          | Mike Bryan | Jonas Björkman Maks Mirny          | 7:65, 4:6, 5:7            |
| 22. | 20. August 2006   | Cincinnati (1)      | Hartplatz     | Mike Bryan | Jonas Björkman Maks Mirny          | 6:3, 3:6, [7:10]          |
| 23. | 13. Mai 2007      | Rom (2)             | Sand          | Mike Bryan | Fabrice Santoro Nenad Zimonjić     | 4:6, 7:64, [7:10]         |
| 24. | 17. Juni 2007     | Queen’s Club (1)    | Rasen         | Mike Bryan | Mark Knowles Daniel Nestor         | 6:74, 5:7                 |
| 25. | 17. Juni 2007     | Wimbledon (2)       | Rasen         | Mike Bryan | Arnaud Clément Michaël Llodra      | 7:65, 3:6, 4:6, 4:6       |
| 26. | 19. August 2007   | Cincinnati (2)      | Hartplatz     | Mike Bryan | Jonathan Erlich Andy Ram           | 6:4, 3:6, [11:13]         |
| 27. | 12. Januar 2008   | Sydney (2)          | Hartplatz     | Mike Bryan | Richard Gasquet Jo-Wilfried Tsonga | 6:4, 4:6, [9:11]          |
| 28. | 17. Februar 2008  | Delray Beach (1)    | Hartplatz     | Mike Bryan | Maks Mirny Jamie Murray            | 4:6, 6:3, [6:10]          |
| 29. | 24. Februar 2008  | San José            | Hartplatz (i) | Mike Bryan | Scott Lipsky David Martin          | 6:74, 5:7                 |
| 30. | 9. März 2008      | Las Vegas           | Hartplatz     | Mike Bryan | Julien Benneteau Michaël Llodra    | 4:6, 6:4, [8:10]          |
| 31. | 18. Mai 2008      | Hamburg (2)         | Sand          | Mike Bryan | Daniel Nestor Nenad Zimonjić       | 4:6, 7:5, [8:10]          |
| 32. | 3. August 2008    | Toronto (1)         | Hartplatz     | Mike Bryan | Daniel Nestor Nenad Zimonjić       | 2:6, 6:4, [6:10]          |
| 33. | 16. November 2008 | Shanghai (1)        | Hartplatz (i) | Mike Bryan | Daniel Nestor Nenad Zimonjić       | 6:73, 2:6                 |
| 34. | 19. April 2009    | Monte Carlo (2)     | Sand          | Mike Bryan | Daniel Nestor Nenad Zimonjić       | 4:6, 1:6                  |
| 35. | 3. Mai 2009       | Rom (3)             | Sand          | Mike Bryan | Daniel Nestor Nenad Zimonjić       | 6:75, 3:6                 |
| 36. | 5. Juli 2009      | Wimbledon (3)       | Rasen         | Mike Bryan | Daniel Nestor Nenad Zimonjić       | 6:77, 7:63, 6:73, 3:6     |
| 37. | 23. August 2009   | Cincinnati (3)      | Hartplatz     | Mike Bryan | Daniel Nestor Nenad Zimonjić       | 6:3, 6:74, [13:15]        |
| 38. | 8. November 2009  | Basel               | Hartplatz (i) | Mike Bryan | Daniel Nestor Nenad Zimonjić       | 2:6, 3:6                  |
| 39. | 15. Januar 2011   | Sydney (3)          | Hartplatz     | Mike Bryan | Lukáš Dlouhý Paul Hanley           | 7:66, 3:6, [5:10]         |
| 40. | 24. April 2011    | Barcelona           | Sand          | Mike Bryan | Santiago González Scott Lipsky     | 7:5, 2:6, [10:12]         |
| 41. | 21. August 2011   | Montreal (2)        | Hartplatz     | Mike Bryan | Michaël Llodra Nenad Zimonjić      | 4:6, 7:65, [5:10]         |
| 42. | 28. Januar 2012   | Australian Open (3) | Hartplatz     | Mike Bryan | Leander Paes Radek Štěpánek        | 6:71, 2:6                 |
| 43. | 7. Juni 2012      | French Open (3)     | Sand          | Mike Bryan | Maks Mirny Daniel Nestor           | 4:6, 4:6                  |
| 44. | 17. Juni 2012     | Queen’s Club (2)    | Rasen         | Mike Bryan | Maks Mirny Daniel Nestor           | 3:6, 4:6                  |
| 45. | 14. April 2013    | Houston (2)         | Sand          | Mike Bryan | Jamie Murray John Peers            | 6:1, 6:73, [10:12]        |
| 46. | 21. April 2013    | Monte Carlo (3)     | Sand          | Mike Bryan | Julien Benneteau Nenad Zimonjić    | 6:4, 6:74, [12:14]        |
| 47. | 27. Oktober 2013  | Valencia            | Hartplatz     | Mike Bryan | Alexander Peya Bruno Soares        | 6:73, 7:61, [11:13]       |
| 48. | 10. November 2013 | London (2)          | Hartplatz (i) | Mike Bryan | David Marrero Fernando Verdasco    | 5:7, 7:63, [7:10]         |
| 49. | 16. Februar 2014  | Memphis (4)         | Hartplatz (i) | Mike Bryan | Eric Butorac Raven Klaasen         | 4:6, 4:6                  |
| 50. | 11. Mai 2014      | Madrid (2)          | Sand          | Mike Bryan | Daniel Nestor Nenad Zimonjić       | 4:6, 2:6                  |
| 51. | 6. Juli 2014      | Wimbledon (4)       | Rasen         | Mike Bryan | Vasek Pospisil Jack Sock           | 6:75, 7:63, 4:6, 6:3, 5:7 |
| 52. | 4. Juni 2015      | French Open (4)     | Sand          | Mike Bryan | Ivan Dodig Marcelo Melo            | 7:65, 6:75, 5:7           |
| 53. | 20. März 2016     | Delray Beach (2)    | Hartplatz     | Mike Bryan | Oliver Marach Fabrice Martin       | 6:3, 6:77, [11:13]        |
| 54. | 2. Juni 2016      | French Open (5)     | Sand          | Mike Bryan | Feliciano López Marc López         | 4:6, 7:66, 3:6            |
| 55. | 28. Januar 2017   | Australian Open (4) | Hartplatz     | Mike Bryan | Henri Kontinen John Peers          | 5:7, 5:7                  |
| 56. | 3. März 2018      | Acapulco            | Hartplatz     | Mike Bryan | Jamie Murray Bruno Soares          | 6:74, 5:7                 |
| 57. | 18. März 2018     | Indian Wells (3)    | Hartplatz     | Mike Bryan | John Isner Jack Sock               | 6:74, 6:72                |
| 58. | 13. Mai 2018      | Madrid (3)          | Sand          | Mike Bryan | Nikola Mektić Alexander Peya       | 3:5 aufgg.                |
| 59. | 28. Juli 2019     | Atlanta             | Hartplatz     | Mike Bryan | Dominic Inglot Austin Krajicek     | 4:6, 7:65, [9:11]         |

### Mixed

#### Turniersiege
| Nr. | Datum              | Turnier         | Belag     | Partnerin           | Finalgegner                        | Ergebnis          |
| --- | ------------------ | --------------- | --------- | ------------------- | ---------------------------------- | ----------------- |
| 1.  | 7. September 2003  | US Open (1)     | Hartplatz | Katarina Srebotnik  | Lina Krasnoruzkaja Daniel Nestor   | 5:7, 7:5, 7:65    |
| 2.  | 12. September 2004 | US Open (2)     | Hartplatz | Wera Swonarjowa     | Alicia Molik Todd Woodbridge       | 6:3, 6:4          |
| 3.  | 10. September 2006 | US Open (3)     | Hartplatz | Martina Navratilova | Květa Peschke Martin Damm          | 6:2, 6:3          |
| 4.  | 8. Juni 2008       | French Open (1) | Sand      | Wiktoryja Asaranka  | Katarina Srebotnik Nenad Zimonjić  | 6:2, 7:64         |
| 5.  | 6. Juli 2008       | Wimbledon       | Rasen     | Samantha Stosur     | Katarina Srebotnik Mike Bryan      | 7:5, 6:4          |
| 6.  | 7. Juni 2009       | French Open (2) | Sand      | Liezel Huber        | Vania King Marcelo Melo            | 5:7, 7:65, [10:7] |
| 7.  | 13. September 2010 | US Open (4)     | Hartplatz | Liezel Huber        | Květa Peschke Aisam-ul-Haq Qureshi | 6:4, 6:4          |

#### Finalteilnahmen
| Nr. | Datum             | Turnier   | Belag     | Partnerin          | Finalgegner              | Ergebnis   |
| --- | ----------------- | --------- | --------- | ------------------ | ------------------------ | ---------- |
| 1.  | 7. September 2002 | US Open   | Hartplatz | Katarina Srebotnik | Lisa Raymond Mike Bryan  | 6:79, 6:71 |
| 2.  | 8. Juli 2006      | Wimbledon | Rasen     | Venus Williams     | Wera Swonarjowa Andy Ram | 3:6, 2:6   |

## Bilanz

### Doppel
| Turnier1                     | 2019              | 2018              | 2017              | 2016              | 2015              | 2014              | 2013              | 2012              | 2011              | 2010              | 2009              | 2008              | 2007              | 2006              | 2005              | 2004              | 2003              | 2002              | 2001              | 2000              | 1999              | 1998              | 1997              | 1996              | 1995              | Gesamt   |
| ---------------------------- | ----------------- | ----------------- | ----------------- | ----------------- | ----------------- | ----------------- | ----------------- | ----------------- | ----------------- | ----------------- | ----------------- | ----------------- | ----------------- | ----------------- | ----------------- | ----------------- | ----------------- | ----------------- | ----------------- | ----------------- | ----------------- | ----------------- | ----------------- | ----------------- | ----------------- | -------- |
| Australian Open              | VF                | HF                | F                 | AF                | AF                | AF                | S                 | F                 | S                 | S                 | S                 | VF                | S                 | S                 | F                 | F                 | AF                | VF                | 1R                | 1R                | –                 | –                 | –                 | –                 | –                 | 6        |
| French Open                  | AF                | –                 | 2R                | F                 | F                 | VF                | S                 | F                 | HF                | 2R                | HF                | VF                | VF                | F                 | F                 | HF                | S                 | VF                | 2R                | 2R                | 2R                | –                 | –                 | –                 | –                 | 2        |
| Wimbledon                    | AF                | –                 | 2R                | VF                | VF                | F                 | S                 | HF                | S                 | VF                | F                 | HF                | F                 | S                 | F                 | AF                | VF                | HF                | HF                | 1R                | AF                | –                 | –                 | –                 | –                 | 3        |
| US Open                      | AF                | –                 | HF                | VF                | 1R                | S                 | HF                | S                 | 1R                | S                 | HF                | S                 | VF                | AF                | S                 | AF                | F                 | HF                | 2R                | VF                | 1R                | 1R                | 1R                | 1R                | 1R                | 5        |
| ATP Finals2                  | –                 | –                 | RR                | HF                | HF                | S                 | F                 | RR                | HF                | HF                | S                 | F                 | –                 | RR                | HF                | S                 | S                 | –                 | –                 | –                 | –                 | –                 | –                 | –                 | –                 | 4        |
| Indian Wells Masters         | AF                | F                 | 1R                | VF                | VF                | S                 | S                 | VF                | AF                | 1R                | HF                | VF                | 1R                | F                 | HF                | AF                | F                 | VF                | 1R                | 1R                | VF                | –                 | –                 | –                 | –                 | 2        |
| Miami Masters                | S                 | S                 | HF                | HF                | S                 | S                 | 1R                | HF                | AF                | VF                | HF                | S                 | S                 | F                 | 1R                | HF                | HF                | AF                | VF                | AF                | VF                | –                 | –                 | –                 | –                 | 6        |
| Monte Carlo Masters          | –                 | S                 | –                 | AF                | S                 | S                 | F                 | S                 | S                 | VF                | F                 | VF                | S                 | –                 | F                 | –                 | VF                | 1R                | –                 | –                 | –                 | –                 | –                 | –                 | –                 | 6        |
| Madrid Masters3              | 1                 | F                 | VF                | VF                | AF                | F                 | S                 | AF                | S                 | S                 | AF                | VF                | S                 | S                 | 1R                | F                 | 1R                | HF                | AF                | –                 | –                 | –                 | –                 | –                 | –                 | 5        |
| Rom Masters                  | VF                | –                 | HF                | S                 | AF                | HF                | S                 | VF                | VF                | S                 | F                 | S                 | F                 | VF                | F                 | HF                | AF                | 1R                | VF                | –                 | –                 | –                 | –                 | –                 | –                 | 4        |
| Hamburg Masters4             | nicht ausgetragen | nicht ausgetragen | nicht ausgetragen | nicht ausgetragen | nicht ausgetragen | nicht ausgetragen | nicht ausgetragen | nicht ausgetragen | nicht ausgetragen | nicht ausgetragen | nicht ausgetragen | F                 | S                 | HF                | VF                | F                 | HF                | 1R                | AF                | –                 | –                 | –                 | –                 | –                 | –                 | 1        |
| Kanada Masters               | VF                | –                 | VF                | VF                | S                 | AF                | VF                | S                 | F                 | S                 | HF                | F                 | HF                | S                 | HF                | AF                | HF                | S                 | AF                | –                 | –                 | –                 | –                 | –                 | –                 | 5        |
| Cincinnati Masters           | AF                | –                 | VF                | HF                | VF                | S                 | S                 | HF                | HF                | S                 | F                 | S                 | F                 | F                 | AF                | AF                | S                 | VF                | VF                | 1R                | 1R                | –                 | 1R                | –                 | –                 | 5        |
| Shanghai Masters             | –                 | –                 | –                 | HF                | AF                | S                 | HF                | AF                | VF                | HF                | VF                | nicht ausgetragen | nicht ausgetragen | nicht ausgetragen | nicht ausgetragen | nicht ausgetragen | nicht ausgetragen | nicht ausgetragen | nicht ausgetragen | nicht ausgetragen | nicht ausgetragen | nicht ausgetragen | nicht ausgetragen | nicht ausgetragen | nicht ausgetragen | 1        |
| Paris Masters                | –                 | –                 | VF                | VF                | VF                | S                 | S                 | AF                | AF                | HF                | VF                | AF                | S                 | HF                | S                 | 1R                | 1R                | AF                | 1R                | –                 | –                 | –                 | –                 | –                 | –                 | 4        |
| Olympische Spiele            | nicht ausgetragen | nicht ausgetragen | nicht ausgetragen | –                 | nicht ausgetragen | nicht ausgetragen | nicht ausgetragen | S                 | nicht ausgetragen | nicht ausgetragen | nicht ausgetragen | B                 | nicht ausgetragen | nicht ausgetragen | nicht ausgetragen | –                 | nicht ausgetragen | nicht ausgetragen | nicht ausgetragen | –                 | nicht ausgetragen | nicht ausgetragen | nicht ausgetragen | –                 | n. a.             | 1        |
| Davis Cup5                   | –                 | –                 | –                 | VF                | PO                | PO                | VF                | HF                | VF                | PO                | VF                | HF                | S                 | HF                | PO                | F                 | PO                | –                 | –                 | –                 | –                 | –                 | –                 | –                 | –                 | 1        |
| Turnierteilnahmen6           |                   | 0                 | 21                | 23                | 21                | 21                | 21                | 21                | 23                | 23                | 24                | 21                | 21                | 20                | 21                | 23                | 26                | 24                | 28                | 17                | 15                | 6                 | 7                 | 4                 | 1                 | 432      |
| Erreichte Finals             |                   | 0                 | 3                 | 5                 | 7                 | 13                | 15                | 10                | 11                | 11                | 12                | 12                | 15                | 11                | 11                | 11                | 8                 | 8                 | 5                 | 0                 | 1                 | 0                 | 0                 | 0                 | 0                 | 169      |
| Gewonnene Doppel-Titel       |                   | 0                 | 2                 | 3                 | 6                 | 10                | 11                | 7                 | 8                 | 11                | 7                 | 5                 | 11                | 7                 | 5                 | 7                 | 5                 | 5                 | 4                 | 0                 | 0                 | 0                 | 0                 | 0                 | 0                 | 114      |
| Hartplatz-Siege/-Niederlagen |                   | 0:0               | 24:13             | 22:16             | 31:11             | 43:7              | 40:11             | 31:8              | 30:12             | 46:9              | 47:10             | 43:14             | 46:5              | 45:8              | 30:10             | 37:11             | 30:13             | 34:12             | 26:15             | 10:11             | 9:11              | 3:5               | 1:6               | 0:3               | 0:1               | 623:220  |
| Sand-Siege/-Niederlagen      |                   | 0:0               | 6:4               | 18:3              | 10:4              | 16:3              | 20:2              | 17:3              | 20:4              | 19:3              | 16:6              | 16:2              | 22:2              | 12:5              | 15:4              | 17:4              | 18:5              | 8:5               | 8:6               | 4:3               | 4:2               | 1:1               | 0:1               | 1:1               | 0:0               | 271:75   |
| Rasen-Siege/-Niederlagen     |                   | 0:0               | 8:3               | 8:3               | 3:1               | 5:2               | 10:0              | 12:2              | 10:0              | 3:1               | 5:2               | 5:2               | 8:2               | 9:1               | 9:1               | 6:1               | 5:2               | 8:2               | 13:1              | 4:3               | 2:2               | 0:0               | 0:0               | 0:0               | 0:0               | 135:31   |
| Teppich-Siege/-Niederlagen7  | 0:0               | 0:0               | 0:0               | 0:0               | 0:0               | 0:0               | 0:0               | 0:0               | 0:0               | 0:0               | 0:0               | 0:0               | 1:0               | 0:0               | 4:3               | 4:1               | 0:1               | 4:0               | 0:2               | 0:0               | 0:0               | 0:0               | 0:0               | 0:0               | 0:0               | 13:7     |
| Gesamt-Siege/-Niederlagen8   |                   | 0:0               | 38:20             | 48:22             | 44:16             | 64:12             | 70:13             | 60:13             | 60:16             | 68:13             | 68:18             | 64:18             | 77:9              | 66:14             | 58:18             | 64:17             | 53:21             | 54:19             | 47:24             | 18:17             | 15:15             | 4:6               | 1:7               | 1:4               | 0:1               | 1042:333 |
| Jahresendposition            |                   | –                 | 11                | 5                 | 4                 | 1                 | 1                 | 2                 | 1                 | 1                 | 1                 | 3                 | 1                 | 1                 | 1                 | 4                 | 2                 | 8                 | 23                | 59                | 64                | 174               | 633               | 654               | 1200              | N/A      |

### Mixed
| Turnier         | 1997 | 1998 | 1999 | 2000 | 2001 | 2002 | 2003 | 2004 | 2005 | 2006 | 2007 | 2008 | 2009 | 2010 | 2011 | 2012 | 2013 | 2014 | 2015 | 2016 | Karriere |
| --------------- | ---- | ---- | ---- | ---- | ---- | ---- | ---- | ---- | ---- | ---- | ---- | ---- | ---- | ---- | ---- | ---- | ---- | ---- | ---- | ---- | -------- |
| Australian Open | —    | —    | —    | —    | —    | VF   | 1    | 1    | VF   | VF   | VF   | —    | —    | AF   | AF   | —    | VF   | —    | —    | VF   | VF       |
| French Open     | —    | —    | 2    | VF   | —    | HF   | VF   | VF   | —    | HF   | VF   | S    | S    | —    | —    | 1    | —    | —    | 1    | VF   | S        |
| Wimbledon       | —    | —    | VF   | 1    | VF   | VF   | 2    | HF   | 2    | F    | AF   | S    | VF   | 2    | VF   | HF   | —    | AF   | 2    | —    | S        |
| US Open         | 1    | —    | —    | —    | 1    | F    | S    | S    | VF   | S    | AF   | —    | —    | S    | AF   | AF   | —    | —    | —    | —    | S        |

Zeichenerklärung: S = Turniersieg; F, HF, VF, AF = Einzug ins Finale / Halbfinale / Viertelfinale / Achtelfinale; 1R, 2R, 3R = Ausscheiden in der 1. / 2. / 3. Hauptrunde; RR = Round Robin (Gruppenphase); K1, K2, K3, K4 = Kontinentalgruppe 1, 2, 3, 4
1 Turnierresultat in Klammern bedeutet, dass der Spieler das Turnier noch nicht beendet hat; es zeigt seinen aktuellen Turnierstatus an. Nachdem der Spieler das Turnier beendet hat, wird die Klammer entfernt.

2 vor 2009 Tennis Masters Cup.

3 Das Masters-Turnier von Madrid wurde vor 2002 in Stuttgart, Essen und Stockholm ausgetragen. Im Jahr 2009 erfolgte ein Belagwechsel von Hartplatz zu Sand.

4 Das Turnier von Hamburg ist seit 2009 nicht mehr Teil der Masters-Serie.

5 PO = Playoff (Auf- und Abstiegsrunde in der Davis-Cup-Weltgruppe).

6 Im Gegensatz zum ATP Ranking werden hier (sowie bei der Anzahl Finalteilnahmen und gewonnener Titel) nur Turniere der ATP World Tour sowie die vier Grand-Slam-Turniere und die ATP World Tour Finals gezählt, d. h. keine Challenger- oder Future-Turniere oder Mannschaftswettbewerbe (Davis Cup oder World Team Cup). Letztere zählen jedoch in den Sieg/Niederlagen-Statistiken.

7 Seit der Saison 2009 werden keine ATP-Turniere mehr auf Teppich ausgetragen.

8 Stand: Karriereende